# John Egerton (6. książę Sutherland)

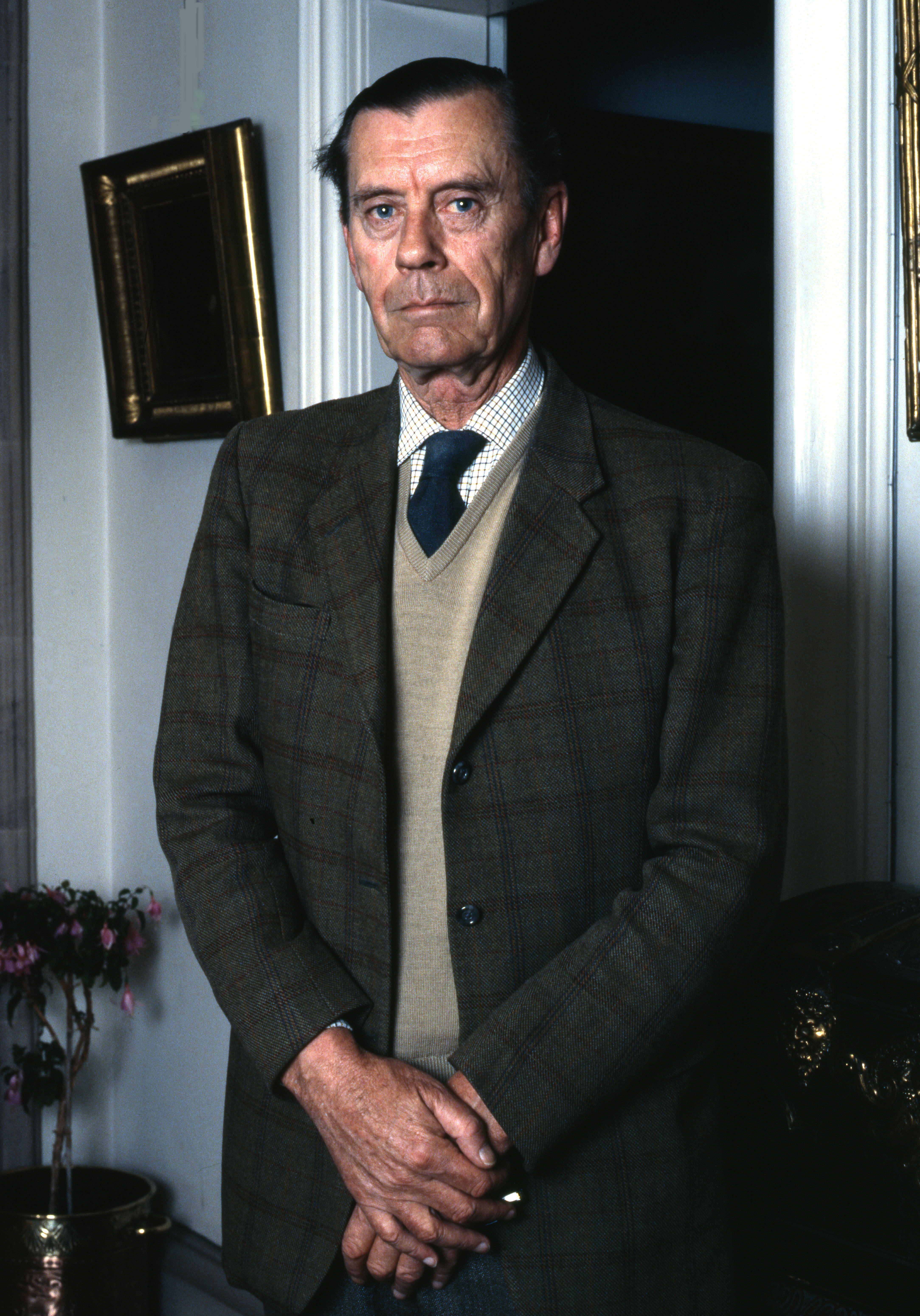
John Egerton, 6. książę Sutherland

John Sutherland Egerton (10 maja 1915 - 21 września 2000), brytyjski arystokrata, syn Johna Egertona, 4. hrabiego Ellesmere i lady Violet Lambton, córki 4. hrabiego Durham.
Wykształcenie odebrał w Eton College i w Trinity College w Cambridge. 29 kwietnia 1939 r. poślubił lady Dianę Evelyn Percy (23 listopada 1917 - 16 czerwca 1978), córkę Alana Percy'ego, 8. księcia Northumberland i lady Helen Gordon-Lennox, córki 7. księcia Richmond. Małżeństwo to nie doczekało się potomstwa. Po wybuchu II wojny światowej wstąpił do Brytyjskiego Korpusu Ekspedycyjnego i brał udział w walkach we Francji w 1940 r. W miejscowości St Valery dostał się do niewoli, gdzie spędził 4 lata.
Niedługo po wyzwoleniu zmarł jego ojciec i John został 5. hrabią Ellesmere. W 1963 r. został również 6. księciem Sutherland po tym, jak jego odległy kuzyn, George Sutherland-Leveson-Gower, 5. książę Sutherland, zmarł bez męskiego potomka. Ellesmere odziedziczył jednak tylko tytuł. Posiadłości ziemskie 5. księcia odziedziczyła jego bratanica, Elisabeth Sutherland, 24. hrabina Sutherland.
Wydatki związane z nowym tytułem i posiadłościami zmusiły księcia do wyprzedaży większości ogromnej rodowej kolekcji malarstwa, składającej się m.in. z obrazów Rafaela, Tycjana, Tintoretta i Poussina. Większość z tych obrazów znalazła się w Szkockiej Galerii Narodowej w Edynburgu. Książę sprzedał również swoją londyńską rezydencję Bridgewater House i zamieszkał w swoich włościach na prowincji.
Sutherland dzielił polityczne poglądy konserwatystów, ale nigdy nie przejawiał ambicji odgrywania znaczącej roli w życiu politycznym Wielkiej Brytanii. Rzadko korzystał z przysługującemu mu prawa występowania w Izbie Lordów. Udzielał się za to na szczeblu lokalnym, m.in. w radzie hrabstwa Bridgewater.
Po śmierci swojej pierwszej żony, 16 sierpnia 1979 r. poślubił byłą dekoratorkę wnętrz, Evelyn Moubray, córkę majora Roberta Moubraya. John i Evelyn tworzyli razem zgodne małżeństwo, księżna, podobnie jak jej mąż, uwielbiała wędkować. Małżeństwo to jednak nie doczekało się potomstwa.
Książę zmarł w 2000 r. Miał wtedy 85 lat. Wszystkie jego tytuły przejął jego kuzyn, Francis.